# Квінт Сульпіцій Камерін Корнут (військовий трибун з консульською владою 402 року до н. е.)
Квінт Сульпі́цій Камері́н Корну́т (лат. Quintus Sulpicius Camerinus Cornutus; V-IV століття до н. е.) — політик, державний і військовий діяч Римської республіки, дворазовий військовий трибун з консульською владою (консулярний трибун) 402 і 398 років до н. е.

## Біографічні відомості
Походив з патриціанського роду Сульпіціїв. Про молоді роки його згадок у джерелах немає. Батьком його був Сервій Сульпіцій Камерін, дідом ймовірно Сервій Сульпіцій Камерін Корнут, консул 461 року до н. е.

### Перша трибунська каденція
У 402 році до н. е. Квінта Сульпіція вперше було обрано військовим трибуном з консульською владою разом з Луцієм Вергінієм Трікостом Есквіліном, Манієм Сергієм Фіденатом, Гаєм Сервілієм Структом Агалою і Авлом Манлієм Вульсоном Капітоліном. Військові трибуни того року з успіхом воювали проти міста-держави Вейї, але на допомогу останній прийшли племена капенів та фалісків. Внаслідок цього та глибоких суперечок між двома основними полководцями — Луцієм Вергінієм і Манієм Сергієм трибуни були змушені відступити.

### Друга трибунська каденція
398 року до н. е. його було вдруге обрано військовим трибуном з консульською владою, цього разу разом з Марком Фуріїм Каміллом, Луцієм Валерієм Потітом, Луцієм Фурієм Медулліном, Марком Валерієм Лактуціном Максимом і Квінтом Сервілієм Пріском Фіденатом. Римська республіка продовжувала цього року облогу Вейї, були звільнені міста Фалерія і Капена. 
Про подальшу долю Квінта Сульпіція відомостей немає.